# Antiga Clínica Vilanova
L'Antiga Clínica Vilanova és un edifici d'Andorra la Vella protegit com a bé immoble inventariat per la seva significació en l'arquitectura de granit del principat. És al número 2 de la plaça Príncep Benlloch, al costat de l'avinguda Meritxell en l'angle que separa les places Príncep Benlloch i Rebés.
Les obres van començar a final dels anys trenta, però l'edifici no es va acabar fins ben entrada la dècada del 1940 seguint les línies de l'arquitectura de granit. Es tracta d'una construcció quadrangular, de cinc plantes, amb la coberta de quatre vessants. Les tres primeres plantes estan bastides totalment amb parament de granit, disposat en forma de niu d'abella a la planta baixa i en filades rectangulars en els pisos superiors. A la planta baixa les obertures tenen la llinda en arc de mig punt, mentre que als pisos les finestres estan tancades per una llinda rectangular sobre la qual un element decoratiu imita un arc de descàrrega.
A més de constituir un exemplar destacat de l'arquitectura de granit, presenta l'interès històric d'haver estat el primer edifici del país concebut com a edifici hospitalari.